# Dino Alfieri
Edoardo «Dino» Alfieri (Bolonia, 8 de diciembre de 1886-Milán, 2 de enero de 1966) fue un político y diplomático italiano de ideología fascista. Llegó a ejercer como ministro de Cultura Popular, teniendo bajo su control áreas como la propaganda o la censura estatal. Con posterioridad también fue embajador de Italia ante la Santa Sede y la Alemania nazi.

## Biografía
Nació en Bolonia el 8 de diciembre de 1886. Realizó estudios de derecho en la Universidad de Génova, en la cual se licenció. En su juventud trabajó como periodista y llegó a militar en la Asociación Nacionalista Italiana. Combatiente de la Primera Guerra Mundial, con posterioridad se afilió al Partido Nacional Fascista fundado por Benito Mussolini.
Entre 1929 y 1932 ejerció como subsecretario del Ministerio de Corporaciones.
Admirador de Joseph Goebbels, en junio de 1936 fue designado ministro de prensa y propaganda. Alfieri transformaría este departamento ministerial en el nuevo Ministerio de Cultura Popular, en mayo de 1937. 
Durante su mandato logró aumentar el control del Estado italiano sobre la cultura, así como la censura. Favoreció la producción ideológica y propagandística de los autores racistas italianos, preparando el terreno para las leyes raciales fascistas que contribuyó a aprobar. En junio de 1938 promulgó la llamada «Ley Alfieri» por la cual se establecía un monopolio estatal que dejaba en manos del Estado italiano el derecho exclusivo de comprar y distribuir las películas extranjeras en Italia; en respuesta, los cuatro grandes estudios cinematográficos de Hollywood abandonaron el mercado italiano. En octubre de ese mismo año firmó con Dionisio Ridruejo, delegado nacional de Propaganda de la España franquista, un acuerdo por el cual se establecían las bases para la coproducción de películas comerciales entre ambos países. Se mantuvo en el cargo hasta octubre de 1939, siendo sucedido por Alessandro Pavolini.
A pesar de no ser diplomático, en diciembre de 1939 fue nombrado embajador italiano ante la Santa Sede. Posteriormente, en mayo de 1940 fue nombrado embajador en la Alemania nazi. Si bien Alfieri se había mostrado partidario de la entrada de Italia en la guerra mundial, con posterioridad felicitaría a Mussolini por mantener al país en la neutralidad. Durante los primeros años de la contienda los informes que mandaba desde Berlín estuvieron marcados por el optimismo, si bien a partir de octubre de 1942 la actitud de Alfieri cambió, especialmente con el cambio de rumbo de la guerra y las sucesivas derrotas militares italianas.
Durante la reunión del Gran Consejo Fascista del 25 de julio de 1943 fue uno de los jerarcas fascistas que votaron a favor de la destitución de Mussolini. Sería condenado a muerte in abstenia por la República de Saló, aunque durante el resto de la contienda permaneció oculto en Suiza. No volvió a desempeñar ningún puesto de relevancia.
Regresaría a Italia tras el final de la guerra mundial, afiliándose al Partido Nacional Monárquico.
Falleció en Milán el 2 de enero de 1966.

## Obras
- —— (1948). Due dittatori di fronte. Ed. Rizzoli.